# Будинок окружного суду (Вінниця)
Будинок окружного суду – пам'ятка архітектури та містобудування місцевого значення (охоронний номер 22-М від 14.02.1991). Внесений до Державного реєстру нерухомих пам’яток України (охоронний номер 22-Вн від 30.12.2010).
Розташований за адресою: м. Вінниця, вул. Грушевського, 17.

## Історія
Історія будинку окружного суду бере початок від прийнятого 18 квітня 1909 року Державною думою Російської імперії закону, відповідно до якого 01 травня 1909 року мав розпочати роботу Вінницький окружний суд.
Проект будинку був замовлений петербурзькому архітекторові Василю Пруссакову, який надав планувальне рішення та в подальшому здійснював нагляд за проектуванням.
Через встановлений стислий термін, міська влада Вінниці прийняла рішення про тимчасове розміщення суду в будинку міської управи та запланувала розташування майбутньої будівлі як прибудови до цього будинку.  
Архітектором Г. Артиновим був виконаний ескізний проект; розроблений кошторис щодо пристосування виділеної будівлі під судову установу, а документація узгоджена із В. Пруссаковим.
Після виконання необхідних робіт, окружний суд був розміщений у виділених приміщеннях та 01 травня 1909 року розпочав свою діяльність.
У 1918 році в його приміщеннях знаходився виконавчий комітет Вінницької ради робітничих та солдатських депутатів ; у 1919 році – Міністерство юстиції УНР. 
В подальшому, до 1929 року, в будинку були розміщені окружний суд, окружна прокуратура, колегія оборонців та нотаріальна контора. 
З 1929 року будинок перейшов до Окружного виконкому.
Після німецько-радянської війни використовувався як будинок державних установ, а у 1960-х був переданий під поліклініку. У той же час здійснена надбудова третього поверху.
У 1997 році будинок знов почав використовуватись за первісним призначенням: в ньому були розташовані три місцеві районні суди. 
З 2012 року, після ліквідації районного поділу міста, в будинку працює Вінницький міський суд.

## Архітектура
Проект будинку окружного суду був розроблений як продовження будинку міської управи до якої він був фактично прибудований у 1910 році. 
Будинок є триповерховою (від початку – двоповерховою) цегляною потинькованою спорудою з коридорною системою розпланування та двома головними входами, один з яких у частину, в якій раніше перебувала міська управа.
Будівля складається з двох частин, збудованих у два етапи. Перша побудована у 1910 році як Т-подібна двоповерхова споруда, друга – Г-подібна прибудова, зведена у 1912 році.
Під час прийняття архітектурного рішення, були враховані наявні фасади будівлі міської управи. На існуючий частині залишився ризаліт із фронтально розташованими колонами на другому поверсі, балюстрадою, антаблементом та аттиком, завершеним чотирьохгранною пірамідальною формою з м’яким заломом даху.тик
Бічний фасад відрізняється розташуванням балкону над входом.
Фасад будинку оформлений із запозиченням декоративних елементів неоренесансу. Загальна композиція фасадів лінійна та підкреслена горизонтально рустованими стінами першого поверху та міжповерховими карнизами.